# Бая (птах)
Бая (Ploceus philippinus) — вид горобцеподібних птахів ткачикових (Ploceidae). Мешкає в Південній і Південно-Східній Азії.

## Опис

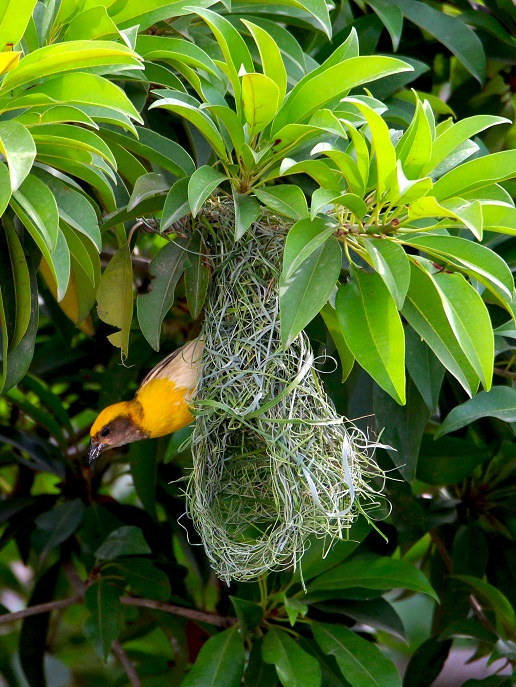
Самець баї при побудові гнізда

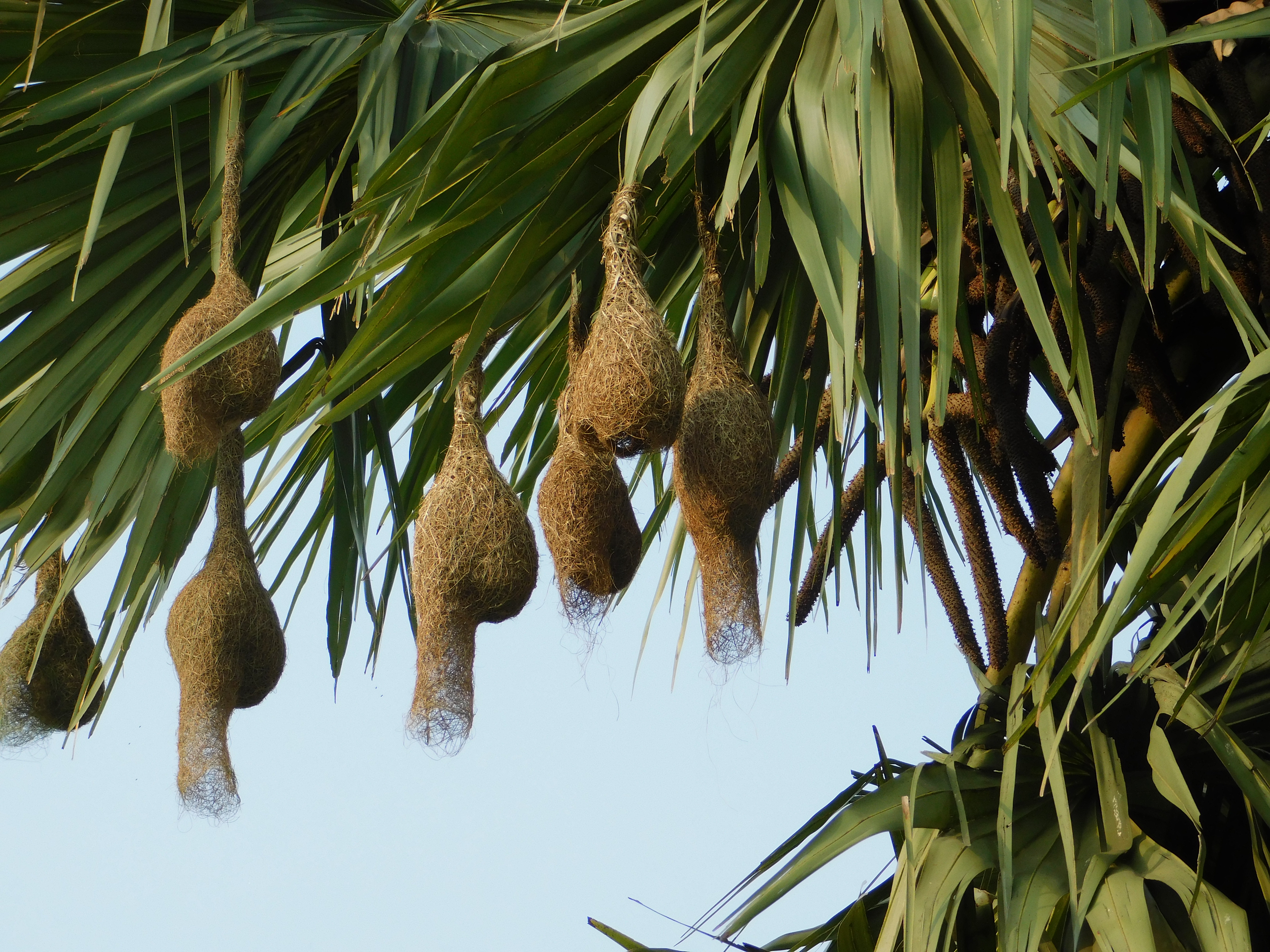
Колонія баї

Довжина птаха становить 15 см. У самців з Південної Азії під час сезону розмноження тім'я яскраво-жовте, горло і скроні темно-коричневі, на обличчі темно-коричнева "маска", верхня частина тіла темно-коричнева, поцяткована жовтими смужками, груди жовті, решта нижньої частини тіла жовтувато-кремова. У самців з Південно-Східної Азії під час сезону розмноження груди охристі, горло світле. У самців під час негніздового періоду і у самиць верхня частина тіла темно-коричнева, поцяткована жовтуватими смужками, нижня частина тіла охриста або жовтувата, груди жовтуваті, решта нижньої частини тіла жовтувато-кремова, над очима малопомітні охристі "брови".

## Таксономія
В 1760 році французький зоолог Матюрен Жак Бріссон включив баю до своєї книги "Ornithologie", описавши птаха за зразком, який, на його думку, походив з Філіппін. Він використав французьку назву Le gros-bec des Philippines та латинську назву Coccothraustes Philippensis. Однак, хоч Бріссон і навів латинську назву, вона не була науковою, тобто не відповідає біномінальній номенклатурі і не визнана Міжнародною комісією із зоологічної номенклатури. Коли в 1766 році шведський натураліст Карл Лінней випустив дванадцяте видання своєї Systema Naturae, він доповнив книгу описом 240 видів, раніше описаних Бріссоном. Одним з цих видів була бая, для якого Лінней придумав біномінальну назву Loxia philippina. Пізніше типове місцезнаходження баї було виправлено на Шрі-Ланку. Баї є типовим видом роду Ткачик (Ploceus), введеного французьким натуралістом Жоржем Кюв'є у 1816 році.

### Підвиди
Виділяють п'ять підвидів:
- P. p. philippinus (Linnaeus, 1766) — Пакистан, Індія (за винятком південного заходу і північного сходу), Шрі-Ланка і південь Непалу;
- P. p. travancoreensis Ali & Whistler, 1936 — південно-західна Індія (від Гоа до Керали);
- P. p. burmanicus Ticehurst, 1932 — від Бутану, Північно-Східної Індії і Бангладеш через М'янму до південно-західного Китаю;
- P. p. angelorum Deignan, 1956 — Таїланд і південний Лаос;
- P. p. infortunatus Hartert, E, 1902 — південь В'єтнаму, Малайський півострів, Суматра, Ніас, Ява і Балі.

## Поширення і екологія
Баї мешкають в Пакистані, Індії, Бангладеш, Непалі, Бутані, Китаї, М'янмі, Таїланді, Лаосі, В'єтнамі, Камбоджі, Малайзії, Індонезії та на Шрі-Ланці. Вони живуть на луках, полях і пасовищах, в саванах та на узліссях тропічних лісів. Популяції, що мешкають в Гімалаях, взимку мігрують в долини. Зустрічаються зграями, які можуть нараховувати до 200 птахів. Живляться переважно насінням, зокрема зерном на полях, через що вважаються шкідниками посівів, а також комахами, іншими безхребетними і дрібними хребетними. Гніздяться колоніями, що можуть нараховувати до 200 гнізд. Самці будують мішечкоподібні гнізда, які підвішуються на деревах, на висоті 3 м над землею. Гнізда мають довгий, трубкоподібний вхід, направлений донизу. Самці будують від 2 до 5 таких гнізд і паруються з кількома самицями. В кладці від 3 до 5 яєць, інкубаційний період триває приблизно 2 тижні. Пташенята покидають гніздо через 15-17 днів після вилуплення. Самці набувають дорослого забарвлення у віці 2 років, самиці у річному віці.